# Dvor
Dvor, dříve Dvor na Uni (srbsky Двор) je vesnice a sídlo stejnojmenné opčiny v Chorvatsku. Nachází se ve výběžku na jihu Sisacko-moslavinské župy, těsně u bosenských hranic, na soutoku řek Žirovnica a Una, asi 3 km severozápadně od bosenského Novi Gradu, 22 km jihozápadně od Hrvatské Kostajnice a asi 50 km jihovýchodně od Gliny. V roce 2011 žilo ve vesnici 1 406 obyvatel, v celé opčině pak 5 570 obyvatel, přičemž většina obyvatel byla srbské národnosti.
V opčině se nachází celkem 63 obydlených vesnic.
- Bansko Vrpolje – 65 obyvatel
- Buinja – 10 obyvatel
- Buinjski Riječani – 12 obyvatel
- Čavlovica – 2 obyvatelé
- Ćore – 33 obyvatel
- Divuša – 63 obyvatel
- Donja Oraovica – 41 obyvatel
- Donja Stupnica – 87 obyvatel
- Donji Dobretin – 20 obyvatel
- Donji Javoranj – 149 obyvatel
- Donji Žirovac – 46 obyvatel
- Draškovac – 22 obyvatel
- Dvor – 1 406 obyvatel
- Gage – 66 obyvatel
- Glavičani – 19 obyvatel
- Golubovac Divuški – 85 obyvatel
- Gorička – 109 obyvatel
- Gornja Oraovica – 36 obyvatel
- Gornja Stupnica – 61 obyvatel
- Gornji Dobretin – 9 obyvatel
- Gornji Javoranj – 65 obyvatel
- Gornji Žirovac – 22 obyvatel
- Grabovica – 32 obyvatel
- Grmušani – 118 obyvatel
- Gvozdansko – 42 obyvatel
- Hrtić – 112 obyvatel
- Javnica – 48 obyvatel
- Javornik – 107 obyvatel
- Jovac – 20 obyvatel
- Kepčije – 74 obyvatel
- Komora – 15 obyvatel
- Kosna – 35 obyvatel
- Kotarani – 3 obyvatelé
- Kozibrod – 70 obyvatel
- Kuljani – 98 obyvatel
- Ljeskovac – 57 obyvatel
- Ljubina – 100 obyvatel
- Lotine – 43 obyvatel
- Majdan – 11 obyvatel
- Matijevići – 645 obyvatel
- Ostojići – 5 obyvatel
- Paukovac – 67 obyvatel
- Pedalj – 59 obyvatel
- Rogulje – 29 obyvatel
- Rudeži – 1 obyvatel
- Rujevac – 254 obyvatel
- Sočanica – 23 obyvatel
- Stanić Polje – 16 obyvatel
- Struga Banska – 115 obyvatel
- Šakanlije – 32 obyvatel
- Šegestin – 35 obyvatel
- Švrakarica – 53 obyvatel
- Trgovi – 100 obyvatel
- Udetin – 45 obyvatel
- Unčani – 189 obyvatel
- Vanići – 81 obyvatel
- Volinja – 77 obyvatel
- Zakopa – 70 obyvatel
- Zamlača – 144 obyvatel
- Zrin – 18 obyvatel
- Zrinska Draga – 35 obyvatel
- Zrinski Brđani – 63 obyvatel
- Zut – 1 obyvatel

Nachází se zde i zaniklá vesnice Kobiljak.
Opčinou procházejí silnice D6 a D47. Obyvatelé se zabývají především zemědělstvím, chovem hospodářských zvířat a těžbou dřeva.